# Gestão João Doria na prefeitura de São Paulo
A Gestão João Doria na prefeitura de São Paulo corresponde ao período da História Política do Município de São Paulo em que João Agripino da Costa Doria Junior esteve ocupando o cargo de prefeito municipal, entre 1.º de janeiro de 2017 e 6 de abril de 2018.

## Antecedentes
A eleição municipal de São Paulo em 2016 foi marcada por diversas candidaturas tanto quanto familiares para o eleitorado paulistano, dentre elas as das ex-prefeitas Marta Suplicy, então ex-petista histórica recém filiada ao PMDB e de Luíza Erundina, candidata do PSOL que também fora prefeita anteriormente pelo PT além do então prefeito Fernando Haddad que buscava a reeleição.
A candidatura de Doria em 2016 foi sua primeira disputa eleitoral da vida. Filiado ao PSDB desde 2001, nunca havia disputado uma eleição anteriormente. Disputou eleições prévias da candidatura do partido à prefeitura no referido ano contra Andrea Matarazzo e Ricardo Tripoli, sendo eleito como pré-candidato tucano à Prefeitura de São Paulo em 20 de março de 2016, com o apoio do então governador de São Paulo, Geraldo Alckmin, seu então correligionário.

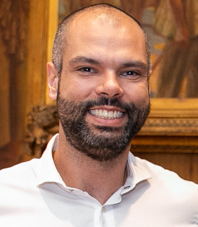
Deputado Bruno Covas (PSDB), então vice-prefeito de São Paulo eleito na chapa de João Doria.

Para Vice-prefeito foi escolhido o então deputado federal Bruno Covas, também do PSDB e neto do ex-governador Mário Covas, falecido em março de 2001. Doria e Covas foram eleitos em turno único no dia 2 de outubro de 2016, algo inédito na história da cidade desde a implantação do segundo turno nas capitais, derrotando o candidato Fernando Haddad, que buscava a reeleição, com 3.085.187 votos totais, que representavam 53,29% dos votos válidos no referido pleito.

### Processo de Transição
A primeira reunião de transição de governo aconteceu no Banespinha, sede da prefeitura de São Paulo no dia 7 de outubro de 2016, 5 dias após a vitória que consagrou Doria prefeito de São Paulo em turno único. O então Deputado Julio Semeghini (PSDB) ficou responsável pela coordenação de equipe de transição de Doria e pela interlocução com o então mandatário Fernando Haddad (PT), que encerraria o mandato em 31 de dezembro.
A transição de governo aconteceu em duas etapas, a primeira, que se iniciou no final de outubro, os secretários de Governo, de Gestão, Finanças e Negócios Jurídicos representarão a prefeitura e entre novembro e dezembro, na segunda etapa, 27 grupos setoriais foram criados para a realização da transição nas secretarias municipais existentes. Todos os então secretários de Fernando Haddad passaram a emitir relatórios a cada fim de mês que seriam acompanhados pelas chefias dos grupos da equipe de transição de Dória.

### Posse
No dia 1.º de janeiro de 2017, João Doria e Bruno Covas tomaram posse como prefeito e vice-prefeito de São Paulo na Câmara Municipal para um mandato de quatro anos, previsto para encerrar em 1.º de janeiro de 2021 juntamente com os novos secretários municipais que passariam a compor o primeiro escalão da prefeitura da capital paulista.

### Primeiro dia

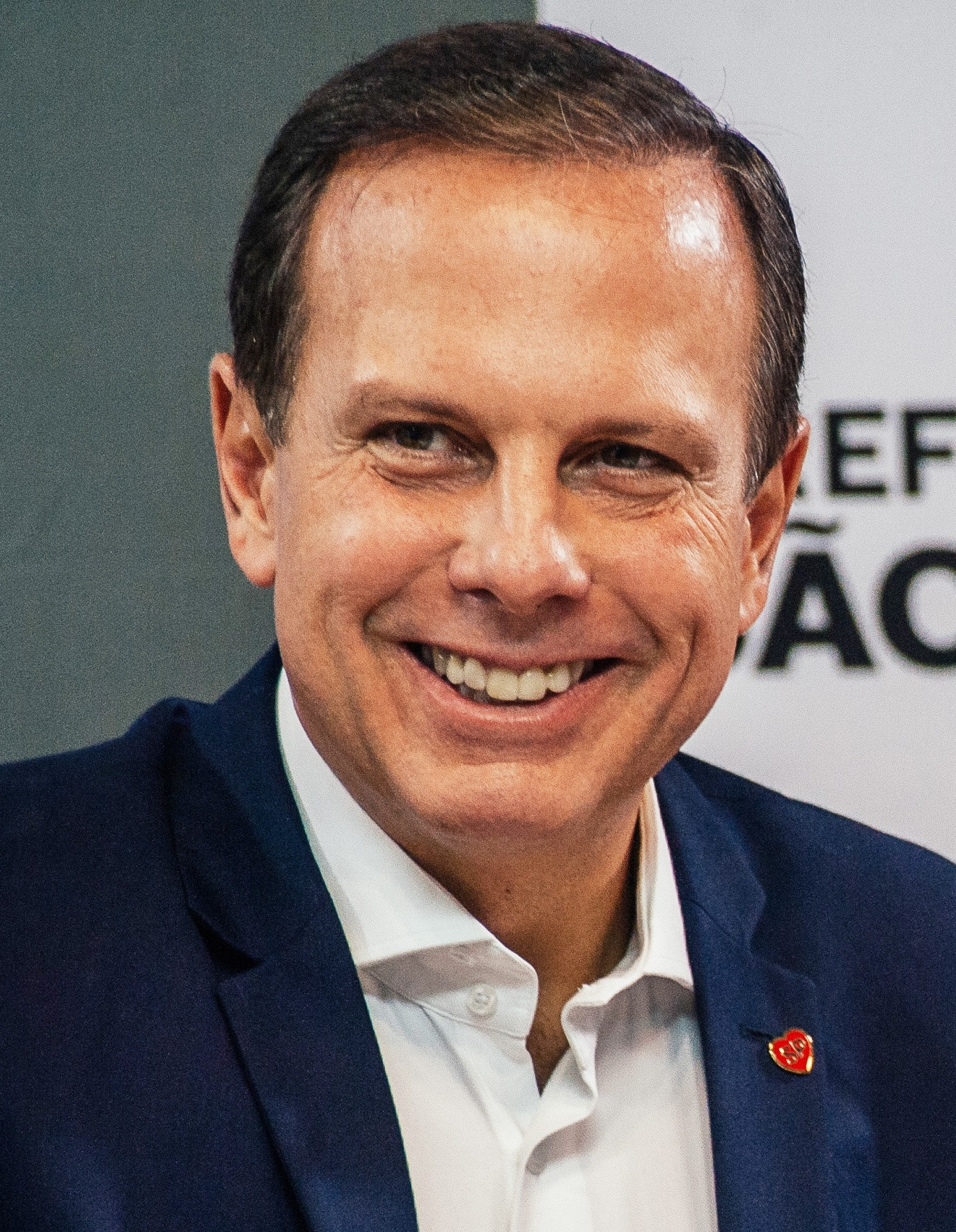
João Doria em março de 2017

João Doria chegou à prefeitura de São Paulo como um outsider político. No primeiro dia de gestão, apareceu na Praça 14 Bis, no Centro, trajando roupas de gari junto aos secretários, para simbolizar o "trabalho duro" que faria pela cidade e para simbolizar a implementação do programa SP Cidade Linda. Esse tipo de ação de rua acabou se tornando frequente durante a gestão, com Doria participando da zeladoria urbana e até mesmo andando de cadeira de rodas para testar calçadas.
Com muita influência nas redes sociais, onde frequentemente interagia com os munícipes através de vídeos, fotos e hashtags como #JoãoTrabalhador e #AceleraSP, Doria trouxe à gestão um estilo de governar baseado no marketing digital.

## Iniciativas de Governo

### SP Cidade Linda
Uma das primeiras medidas da nova gestão foi o programa de zeladoria urbana SP Cidade Linda, que visava o embelezamento da cidade. Como primeira ação, o programa começou por 'declarar guerra' às pichações na cidade, onde a prefeitura passou a apagar pichações e até grafites. O apagamento de grafites da avenida 23 de Maio e dos Arcos do Jânio, que haviam sido autorizados pela gestão anterior, gerou polêmica, sendo alvo de críticas por parte da coletivos culturais e partidos de oposição. Para amenizar as críticas, Doria criou um 'Corredor Verde' na avenida 23 de Maio, com paisagismo, e fez uma reforma completa nos Arcos do Jânio.
O primeiro eixo do programa, realizado na Avenida Nove de Julho, previu a pintura de 9 mil metros quadrados de sinalização horizontal, 26 mil metros quadrados de varrição dos canteiros centrais e das pistas locais da via, limpeza de 219 bocas de lobo e de 142 bocas de leão. O programa prevê ainda a instalação de 135 novas lixeiras e a poda de 100 árvores.

#### Limpeza daPonte Estaiada
No segundo dia de mandato, determinou a limpeza das pichações presentes na Ponte Octávio Frias de Oliveira, mais conhecida como Ponte Estaiada, um dos principais cartões postais da cidade de São Paulo, que em 2016, havia sido vítima de vandalismo por inúmeras ocasiões por pichadores, em datas não informadas pela equipe de Haddad durante a transição de governo. A prefeitura contratou uma empresa terceirizada de limpeza com uma equipe de alpinistas para realizar o trabalho de limpeza, trabalho que foi concluído em 15 dias. O custo da revitalização da ponte foi de R$900.000 fruto de investimentos da iniciativa privada.
Os investimentos na ponte por parte da iniciativa privada foram aplicados em novos meios de segurança para o monumento bem como a reconstrução do sistema elétrico que permite a iluminação da ponte em períodos noturnos, desativados em 2012 após o furto dos refletores, durante a gestão de Gilberto Kassab.

## Aumento da velocidade nas marginais
O aumento da velocidade de tráfego permitida nas marginais Tietê e Pinheiros para 90 e 70  km/h foi outra grande polêmica dos primeiros meses de gestão. A gestão anterior havia diminuído a velocidade em vias de grande circulação, com a justificativa de que isso reduziria o número de acidentes em tais vias, além de ser um ponto positivo para a fluidez no trânsito. Porém, enquanto o prefeito anterior (Fernando Haddad, PT) ganhou simpatia de acadêmicos e de associações de ciclistas com a medida, enfrentou também uma enorme rejeição popular à ela. Doria, na campanha, prometeu reverter essa política, e até o nome de sua coligação, Acelera São Paulo, foi um trocadilho oriundo deste tema. Assim que reverteu a medida, associações de ciclistas entraram na Justiça contra a prefeitura, sem sucesso, numa tentativa de abortar a decisão.

## Assistência Social
Uma das principais bandeiras da gestão Doria para a população em situação de rua foi a construção dos Centro Temporários de Acolhimento (CTAs), voltados ao acolhimento da população em situação de rua. O 17º CTA foi inaugurado no bairro da Liberdade, dias antes da renúncia de Doria, que abriu mão do mandato de prefeito para disputar o cargo de governador do estado de São Paulo.

### "Fim da Cracolândia"
No primeiro ano de governo, Doria encerrou o programa De Braços Abertos, que dava uma auxílio financeiro e um quarto em hotel para dependentes químicos na região da Cracolândia, no Centro, em troca de pequenos serviços de zeladoria urbana, como varrição. Doria criou outros dois programas, o Redenção, que visava a internação dos dependentes, e o Trabalho Novo, que encaminhava a população em situação de rua para o mercado de trabalho. Numa ação conjunta com o governo do Estado, a prefeitura chegou a demolir prédios usados como hotéis para o De Braços Abertos na região. Na ocasião, Doria chegou a afirmar que a Cracolândia havia chegado ao fim, o que não aconteceu.

### Farinata
No fim de 2017, Doria se envolveu em outra polêmica ao apresentar a Farinata, um biscoito produzido com farinha oriunda do processamento de produtos perto do prazo de vencimento. Na altura, o prefeito afirmou que ela seria incluída na merenda das crianças em escolas e creches municipais, e nas refeições dos centros de acolhida de moradores em situação de rua. Sob fortes críticas, Doria chegou a dizer que "Pobre não tem hábito alimentar, tem fome" para justificar o biscoito, mas acabou recuando da ideia.

## Saúde
Uma das principais promessas de campanha de Doria foi o Corujão da Saúde, que visava zerar a fila por exames na cidade, utilizando a estrutura da rede privada durante horários noturnos. Em três meses, o programa realizou 342 mil atendimentos e zerou a fila por espera de exames herdada da gestão anterior.
Poucos dias antes da renúncia, Doria também inaugurou o Hospital Municipal de Parelheiros, no extremo sul da cidade.

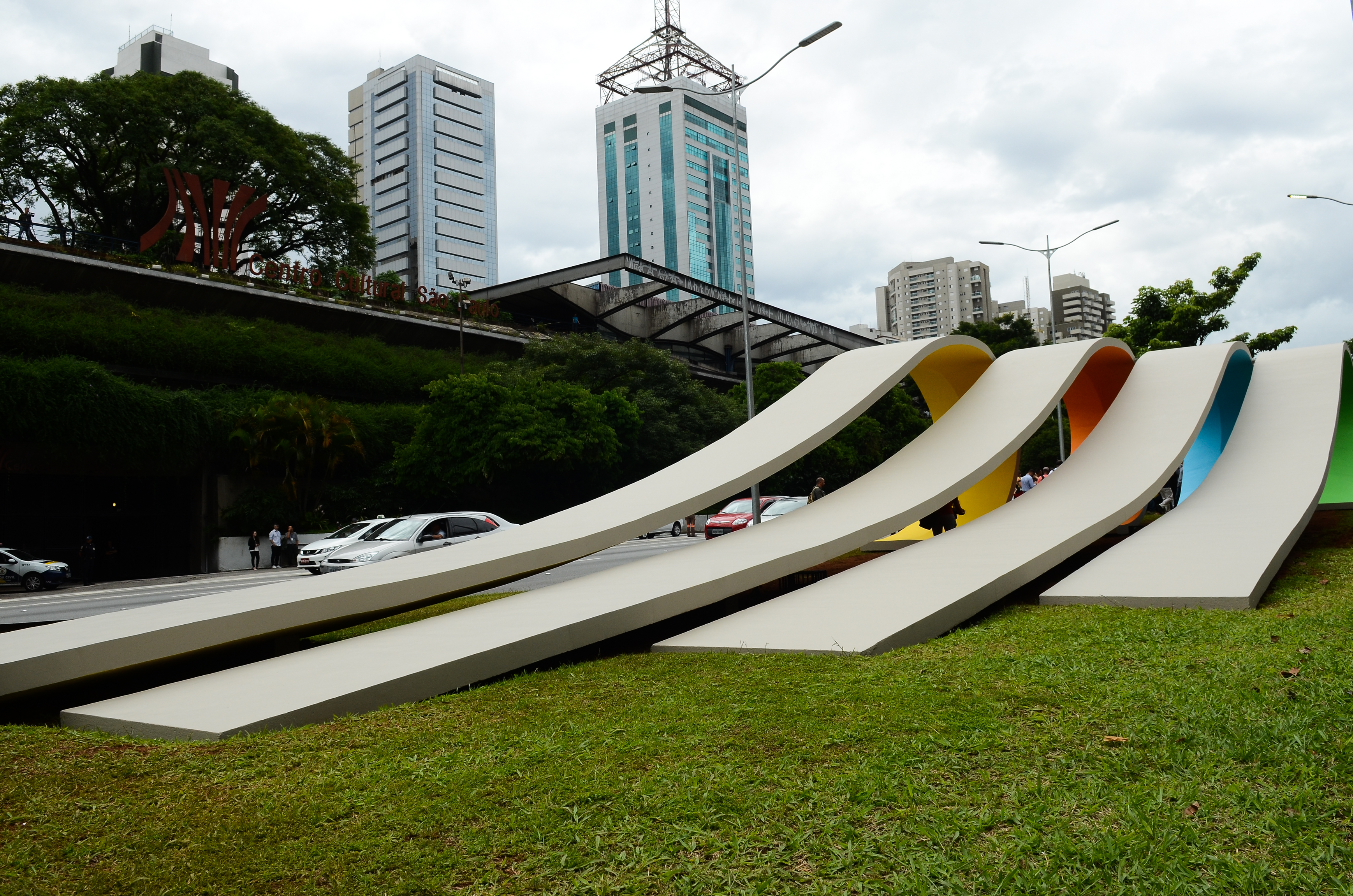
Monumento à Imigração Japonesa, de Tomie Ohtake, recuperado durante a gestão Doria.

## Privatizações e Concessões
Ainda no primeiro ano de gestão, João Doria lançou um ousado pacote de privatizações e concessões de equipamentos públicos, como o Estádio do Pacaembu, o Autódromo de Interlagos, o Centro de Convenções Anhembi, os mercados municipais, os parques municipais, entre eles o Parque do Ibirapuera, etc. Para conseguir atrair investimento, o prefeito fez viagens internacionais à Ásia.

### Doações Privadas
Bem relacionado com o setor privado, Doria também conseguiu atrair investimentos e doações privadas para São Paulo, principalmente a reforma de monumentos históricos, como as praças Ramos de Azevedo e Cidade de Milão, e o monumento à Imigração Japonesa de Tomie Ohtake, mas atraiu também a doação de bens, desde pastas de dente até veículos.

## Renúncia
No dia 6 de abril de 2018 renunciou ao mandato de prefeito de São Paulo após 1 ano e 3 meses de mandato, enviando uma carta notificando os motivos de sua renúncia ao Presidente da Câmara Municipal de São Paulo, Milton Leite (DEM), consequentemente, deixando o cargo sob responsabilidade do vice-prefeito Bruno Covas, para se candidatar ao cargo de governador de São Paulo, pelo PSDB, nas eleições do referido ano, no qual fora eleito, derrotando o então governador Márcio França do Partido Socialista Brasileiro.